# Un Tributo (a José José)
Un Tributo (a José José) es un álbum tributo de varios cantantes y grupos musicales al cantante mexicano José José , lanzado el 10 de noviembre de 1998 a través de Sony BMG en México.
Realizando homenaje a José José por su influencia en la música de pop latino, el álbum estuvo grabado por varios artistas latinos populares de géneros musicales diferentes como Molotov, Café Tacvba, Julieta Venegas, Moenia, Beto Cuevas, y Aleks Syntek.
Las canciones más destacadas del álbum fueron: «Lo que un día fue, no será» por El Gran Silencio, «Una mañana» por Café Tacvba, «Lo pasado, pasado» por Maldita Vecindad, «Gavilán o paloma» por La Lupita y «Volcán» por Moenia (estos últimos dos tuvieron su propio vídeoclip transmitido por MTV). Café Tacvba interpretó la canción «Una mañana» en su MTV Unplugged en 1995.
El álbum inició con la tendencia de que bandas de rock latino y hip hop grabaran canciones antiguas de iconos musicales como Juan Gabriel y Sandro de América como homenaje. 
En 2013, una segunda parte del álbum fue lanzado titulado Un Tributo (a José José) 2.
En España fue publicado bajo el título Tributo al Príncipe Calavera   dado el éxito del recopilatorio Calaveras y Diablitos. Legitimo Rock Latino  publicado ese mismo año y por la misma discográfica (BMG) 

## Lista de canciones
| Un Tributo (a José José) |                                                                                |          |  |
| N.º                      | Título                                                                         | Duración |  |
| 1.                       | «Lo Pasado, Pasado» (Versión de Maldita Vecindad y los Hijos del Quinto Patio) | 3:19     |  |
| 2.                       | «El Triste» (Versión de Julieta Venegas)                                       | 4:17     |  |
| 3.                       | «Payaso» (Versión de Molotov)                                                  | 3:50     |  |
| 4.                       | «Gavilán o Paloma» (Versión de La Lupita)                                      | 3:55     |  |
| 5.                       | «La Nave del Olvido» (Versión de Beto Cuevas)                                  | 4:41     |  |
| 6.                       | «Me Basta» (Versión de Poncho Kingz)                                           | 4:22     |  |
| 7.                       | «Volcán» (Versión de Moenia)                                                   | 4:42     |  |
| 8.                       | «Amnesia»                                                                      | 4:55     |  |
| 9.                       | «Preso» (Versión de Aleks Syntek)                                              | 4:52     |  |
| 10.                      | «El Amar y el Querer» (Versión de Azul Violeta)                                | 5:52     |  |
| 11.                      | «Una Mañana» (Versión de Café Tacvba)                                          | 3:02     |  |
| 12.                      | «Si Me Dejas Ahora» (Versión de Leonardo de Lozanne)                           | 4:41     |  |
| 13.                      | «Lágrimas» (Versión de Pastilla)                                               | 3:55     |  |
| 14.                      | «Lo Dudo» (Versión de Jumbo)                                                   | 5:00     |  |
| 15.                      | «Lo Que No Fue Será» (Versión del Gran Silencio)                               | 5:16     |  |
| 66:00                    |                                                                                |          |  |

## Créditos del álbum
- Rubén Albarrán - Dirección de arte, obra de arte, diseño
- Carlos Arredondo - Ingeniero, mezcla
- Armando Ávila - Arranger, Mezclando, Registro
- Azul Violeta - Coproductor
- Jose Barbosa - Ingeniero, mezcla
- Craig Brock - Ingeniero, mezcla
- Michael Riachuelo - Productor
- John Caban - Guitarra
- Café Tacuba - Coproductor
- Arnulfo Canales - Guitarra (Acústico)
- Carlos Castro - Bajos
- Joe Chiccarelli - Mezclando
- Rodolfo Cruz - Ingeniero
- Beto Cuevas -  Coproductor
- David Dachinger - Teclados, mezclando, percusión, programación, vocals (De fondo)
- Gerardo Garza - Ingeniero, productor, vocales (de fondo)
- Rogelio Gómez - Ingeniero
- Señor González - Percusión
- Didi Gutman - Guitarra, teclados, productor, programación
- Ricardo Haas - Ingeniero, mezcla, productor
- Álvaro Henriquez -  Guitarra, productor
- Antonio Hernández - Ingeniero, mezclando, productor
- Edgar Hernandez - Ingeniero
- Diego Herrera - Productor
- Jorge 'Chiquis' Amaro - Productor
- Cachorro López - Productor
- Oscar Lopez - Productor
- Ernesto F. Martinez - Bajos
- Román Martínez - Dirección de arte, diseño
- Moenia - Sintetizador
- Jorge Mondragon - Productor ejecutivo
- Carlos Murguía - Piano
- Uriel Natenzon - Bajos
- Poncho Kingz -  Coproductor
- Luis Román - Ingeniero
- Noel Savón - Percusión
- Sebastián Schon - Ingeniero, guitarra, teclados, programación
- Aleks Syntek - Coproductor
- Rodolfo Vázquez - Ingeniero
- Joe Zook - Mezcla

## Secuela
1. "Desesperado"- Los Daniels - 3:05
  - Originalmente incluida en Mi Vida
2. "Amor, amor"- Carla Morrison - 5.10
  - Originalmente incluida en Amor, amor
3. "No me digas que te vas"- Panteón Rococó ft. Liquits- 3:24
  - Originalmente incluida en Amor, amor
4. "Mi vida"- DLD -4:42
  - Originalmente incluida en Mi Vida
5. "Cuidado"- La Santa Cecilia - 4:02
  - Originalmente incluida en Cuidado
6. "¿Y qué?"- Torreblanca - 3:06
  - Originalmente incluida en Reflexiones
7. "¿Y quién puede ser?" - Los Claxons - 3:33
  - Originalmente incluida en Siempre contigo
8. "El amor acaba" - Natalia Lafourcade - 4:21
  - Originalmente incluida en Secretos
9. "No me platiques más" - Paté de Fuá - 3:44
  - Originalmente incluida en Amor, amor
10. "Almohada" - Los Bunkers - 3:45
  - Originalmente incluida en Lo pasado, pasado
11. "Buenos días, amor" - Instituto Mexicano del Sonido - 3:57
  - Originalmente incluida en Reencuentro
12. "40 y 20" - Moderatto - 5:27
  - Originalmente incluida en 40 y 20
13. "Vamos a darnos tiempo" - Ventilader - 3:36
  - Originalmente incluida en Gracias
14. "Un minuto de amor" - Dapuntobeat - 3:17
  - Originalmente incluida en Sabor A Mi
15. "Voy a llenarte toda" - Jotdog - 3:53
  - Originalmente incluida en Secretos
16. "Me vas a echar de menos"- León Polar (Leonel García) - 4:49
  - Originalmente incluida en Promesas
17. "O tú o yo" - Los Románticos de Zacatecas - 4:45
  - Originalmente incluida en Volcán
18. "Seré" - Odisseo - 3:02
  - Originalmente incluida en Reflexiones